# Las iglasty

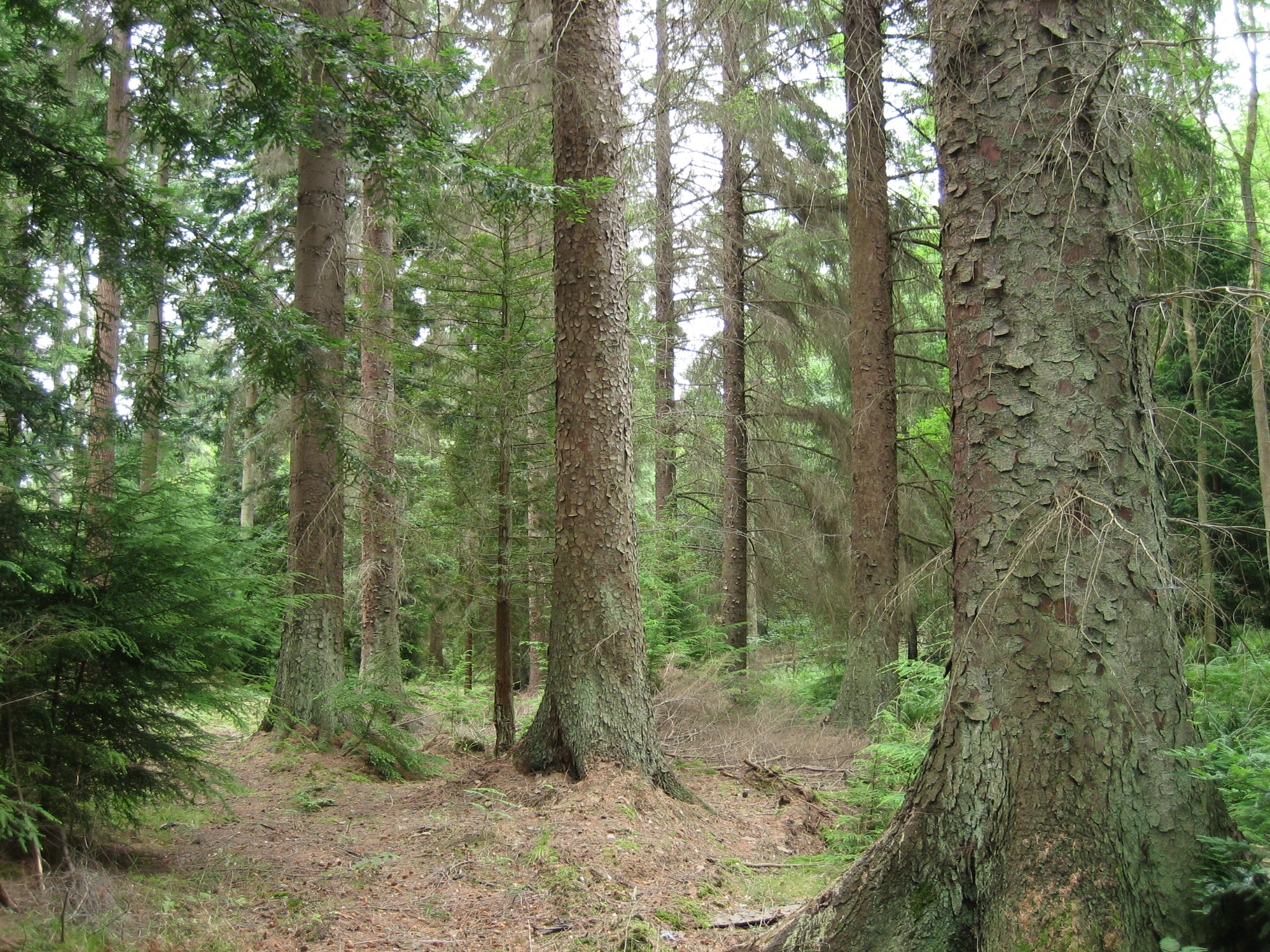
Bór świerkowy

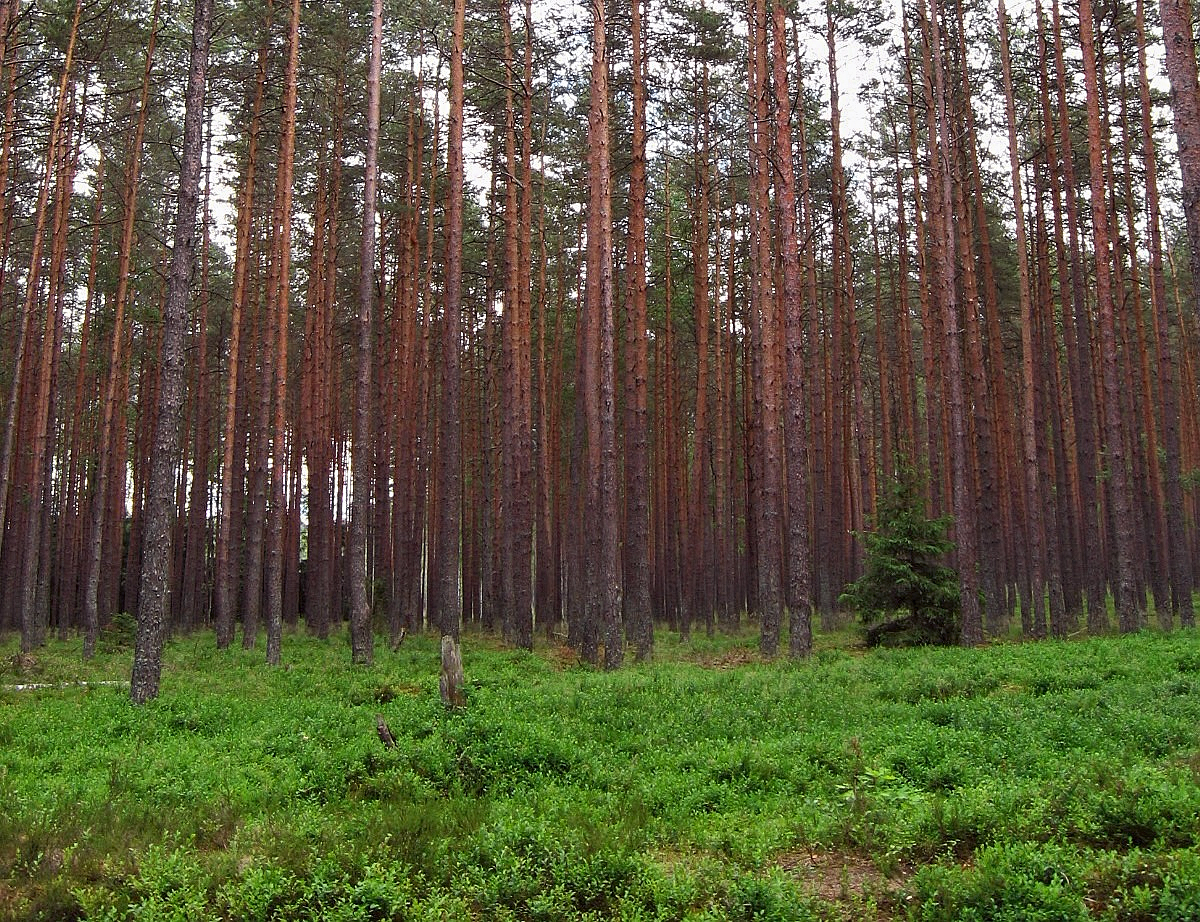
Las sosnowy świeży

Las iglasty, bór – las, w którym wszystkie albo większość drzew to drzewa iglaste.
Bory występują przede wszystkim na glebach bielicowych w klimacie umiarkowanym. Dominującymi gatunkami drzew są tu: różne gatunki sosen, modrzewi, świerków oraz drzew liściastych takich jak osika, jarząb i brzoza. Natomiast w runie leśnym można spotkać przede wszystkim borówki (czarna, brusznica), wrzos zwyczajny i śmiałek pogięty. Jeśli teren, na którym znajduje się las, jest bardzo podmokły do gatunków typowych dla runa są: bagno zwyczajne, borówka bagienna, wełnianki.
Lasy iglaste można podzielić ze względu na dominujący gatunek drzewa na:
- bór sosnowy – gdzie dominującym gatunkiem jest sosna zwyczajna;
- bór świerkowy – przeważającym gatunkiem jest świerk pospolity, a w niektórych rejonach także limba (w Polsce lasy te rosną w górach);
- bór jodłowy – głównym składnikiem drzewostanu jest jodła (tego typu las znajduje się w Górach Świętokrzyskich).

Istnieją także inne podziały lasów iglastych i tak w Polsce rosną:
- bory sosnowe suche – charakteryzujące się tym, że rosną na suchych glebach piaszczystych; głównymi składnikami flory są sosny zwyczajne, a w runie leśnym dominują mchy, porosty oraz rośliny kwiatowe;
- bory sosnowe świeże – rosną na dosyć wilgotnych glebach; w runie leśnym rosną wrzosy, borówki oraz jagody czarne; występują w nich też drzewa liściaste np. brzoza;
- bory sosnowe bagienne – spotykamy je na glebach torfowych, podmokłych – drzewa są tu mniejsze (niekoniecznie), a głównymi roślinami spotykanymi w runie leśnym są mchy.

W fitosocjologii środkowoeuropejskie lasy iglaste w większości zaliczane są do klasy Vaccinio-Piceetea, przy czym klasa ta obejmuje również zbiorowiska nieleśne, czyli zakrzaczenia oraz zbliżone siedliskowo lasy liściaste (jak brzezina bagienna).